# Budesonide
Budesonide è un principio attivo derivato dal cortisone.
Come i cortisonici in genere, il budesonide presenta efficacia nel trattamento di manifestazioni infiammatorie, specie di origine allergica. Il budesonide è usato prevalentemente per via inalatoria, nella prevenzione delle crisi asmatiche. Sono state recentemente approvate anche formulazioni in compresse orodispersibili per il trattamento dell’esofagite eosinofila.

## Indicazioni
Viene utilizzato nella profilassi e per il trattamento di  rinite allergica, forme di asma e poliposi nasale. Nella forma di compresse viene impiegato nel trattamento dell’esofagite eosinofila.
Uno studio del 2024 su cellule umane coltivate in laboratorio e su animali ha evidenziato il potenziale contro l'adenocarcinoma duttale pancreatico, arrestando la crescita delle cellule del tumore del pancreas e modificandone il metabolismo. In precedenza, era stato testato con successo contro la disseminazione metastatica di cellule del tumore mammario.

## Avvertenze
Biodisponibilità della formulazione farmaceutica per inalazione: la frazione di dose assorbita dipende dalla formulazione con cui la budesonide è somministrata: con la nebulizzazione circa il 75% della dose nominale rimane nel sistema di nebulizzazione (bambini con età non superiore a 30 mesi), mentre tramite l'inalazione della polvere, la frazione che rimane nel contenitore scende al 50%.
Dispositivi di erogazione per via inalatoria: il budesonide può essere somministrato come sospensione/soluzione per nebulizzatori oppure come spray nasale oppure come soluzione pressurizzata per inalazione (aerosol dosati) oppure come polvere secca per inalazione. La sospensione da nebulizzare richiede l'utilizzo di un nebulizzatore: a seconda delle caratteristiche del compressore usato per nebulizzare la sospensione, varia la dose effettivamente erogata. Per riuscire ad ottenere la dose massima di budesonide erogabile, dovrebbe essere impiegato un compressore che permetta un flusso pari a 5-8 L/min e un volume di riempimento di 2-4 ml. Poiché la dose da somministrare ai bambini è piccola, l'impiego di nebulizzatori a ultrasuoni non è raccomandato. Nei bambini si consiglia di impiegare una maschera facciale per somministrare budesonide sospensione da nebulizzare per ridurre la perdita di farmaco durante l'erogazione.
Il dispositivo da preferire nei bambini è rappresentato dall'aerosol in bombolette pressurizzate addizionato con camera di espansione e maschera facciale nei bambini con meno di 4 anni, con camera di espansione e boccaglio o maschera facciale nei bambini con 4-6 anni e con camera di espansione e boccaglio o erogatore di polvere nei bambini con più di 6 anni per favorire la deposizione profonda del farmaco e ridurre la quota persa nel cavo orale.
L'erogazione del budesonide come polvere secca richiede un dispositivo per l'inalazione (es. turbohaler). Il cambio del tipo di inalatore può comportare un aggiustamento della dose del corticosteroide. L'impiego del turbohaler in genere richiede il dimezzamento della dose da somministrare rispetto all'aerosol dosato con distanziatore.
L'utilizzo dell'erogatore jet abbinato alla soluzione pressurizzata per inalazione facilita l'assunzione della budesonide rispetto all'erogatore spray. Riduce inoltre la deposizione del farmaco nel cavo orofaringeo riducendo il rischio di infezioni da candida e raucedine e favorisce l'assunzione del farmaco che viene somministrato sotto forma di particelle nebulizzate di dimensioni più piccole rispetto al dispositivo spray standard.
Osteoporosi: la somministrazione di corticosteroidi, in particolare a dosaggi elevati e/o per tempi prolungati, può indurre perdita di massa ossea con un aumento del rischio di frattura. La perdita di massa ossea dipende dal tipo di glucocorticoide impiegato. Particolarmente a rischio per gli effetti dei glucocorticoidi sul metabolismo osseo sono i pazienti pediatrici e le donne in postmenopausa. In caso di osteoporosi indotta da glucocorticoidi, i bifosfonati rappresentano farmaci di prima linea, mentre la vitamina D3 e la vitamina K2 sono considerati di secondo intervento secondo le linee guida riportate nell'edizione 2004 da The Japanese Society for Bone and Mineral Research.

## Dosaggi
Per via orale
- Malattia di Crohn, 3 mg 3 volte al giorno

Per inalazione con aerosol
- Asma, 200 mcg 2 volte al giorno

## Effetti indesiderati
Fra gli effetti collaterali più frequenti si riscontrano secchezze e irritazione a livello del naso e della gola, cefalea e glaucoma.